# اکالیپتوس سفید
اکالیپتوس سفید (نام علمی: Eucalyptus alba) نام یک گونه از سرده اوکالیپتوس است.